# Branche (Literaturwissenschaft)

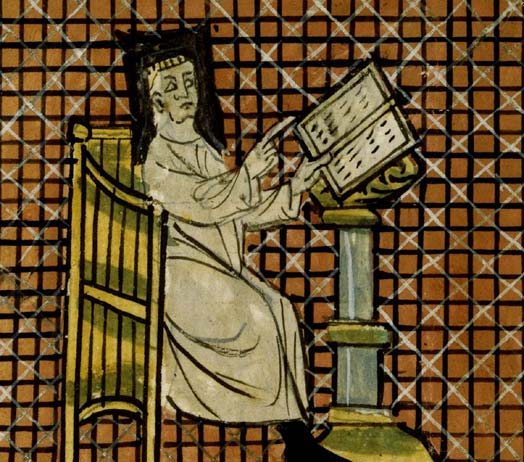
Ein Priester des Klosters von La Croix-en-Brie, der gerade eine neue branche des Roman de Renart verfasst. Miniatur, um 1325–1350;
BNF, Paris

Als branche (französisch; deutsch: „Ast, Zweig“) bezeichneten die verschiedenen Verfasser des altfranzösischen Roman de Renart, entstanden zwischen 1170 und 1250, die jeweilige Wiederaufnahme und Fortschreibung der ihnen bereits vorliegenden Episoden. Der Begriff wurde von der Literaturwissenschaft übernommen und bezeichnet heute die einzelnen Überlieferungszweige und auch besonderen Ausprägungen der mittelalterlichen Erzählungen insbesondere französischer Herkunft.